# Angulomastacator
Angulomastacator – rodzaj dinozaura kaczodziobego z grupy lambeozaurów (Lambeosaurinae) żyjącego w późnej kredzie na terenie dzisiejszej Ameryki Północnej. Został opisany w oparciu o niekompletną lewą kość szczękową (TMM 43681-1) wydobytą z datowanych na środkowy lub późny kampan osadów formacji Aguja w Teksasie. Występowanie w kampanie na terenie formacji Aguja dwóch gatunków hadrozaurów, cf. Kritosaurus navajovius oraz nieopisanego lambeozauryna, postulowano już od 1983, jednak przedstawiciel Lambeosaurinae został opisany dopiero w 2009 roku przez Jonathana Wagnera i Thomasa Lehmana.
Odkryta kość szczękowa, mimo iż niekompletna i zachowana w kiepskim stanie, według Wagnera i Lehmana należy bezspornie do hadrozaura. Budowa przedniego wyrostka szczękowego odróżnia go jednak od wszystkich znanych hadrozaurów, choć podobne struktury występowały u niektórych hadrozauroidów nienależących do Hadrosauridae. Ogólną budową kości szczękowej Angulomastacator najbardziej odpowiada przedstawicielom Lambeosaurinae, dlatego Wagner i Lehman przypisali go do tego kladu – jego pokrewieństwo z innymi członkami tej grupy pozostaje jednak niewyjaśnione. Obecność Angulomascator w formacji Aguja wspiera również hipotezę o endemiczności tamtejszej fauny w późnej kredzie.